# Llengua choctaw
El choctaw, tradicionalment parlat pels amerindis choctaws del sud-oest dels Estats Units, és una llengua de la família muskogi. Encara que el chickasaw sovint és considerat un dialecte del choctaw, una documentació més àmplia del chickasaw ha demostrat que el choctaw i chickasaw són millor tractats com a llengües diferents però estretament relacionades.

## Ortografia
La llengua choctaw escrita es basa en la versió anglesa de l'alfabet llatí i va ser desenvolupat en conjunt amb el programa de la civilització dels Estats Units a principis del segle xix. Encara que hi ha altres variacions de l'alfabet choctaw, els tres més comuns són el byington (original), el byington/swanton (lingüístic), i modern (choctaw del Mississipi).

### Byington (original)

Alfabet choctaw "pronunciat" com es troba al Chahta Holisso Ai Isht Ia Vmmona, 1800s.

### Byington/Swanton (lingüístic)

L'alfabet lingüístic choctaw com es troba al Choctaw Language Dictionary de Cyrus Byington i editat per John Reed Swanton, 1909.

### Modern (choctaw de Mississipi)

L'alfabet modern choctaw com l'usa actualment la Banda Mississipi d'indis choctaw.

### Modern (variant lingüístic)

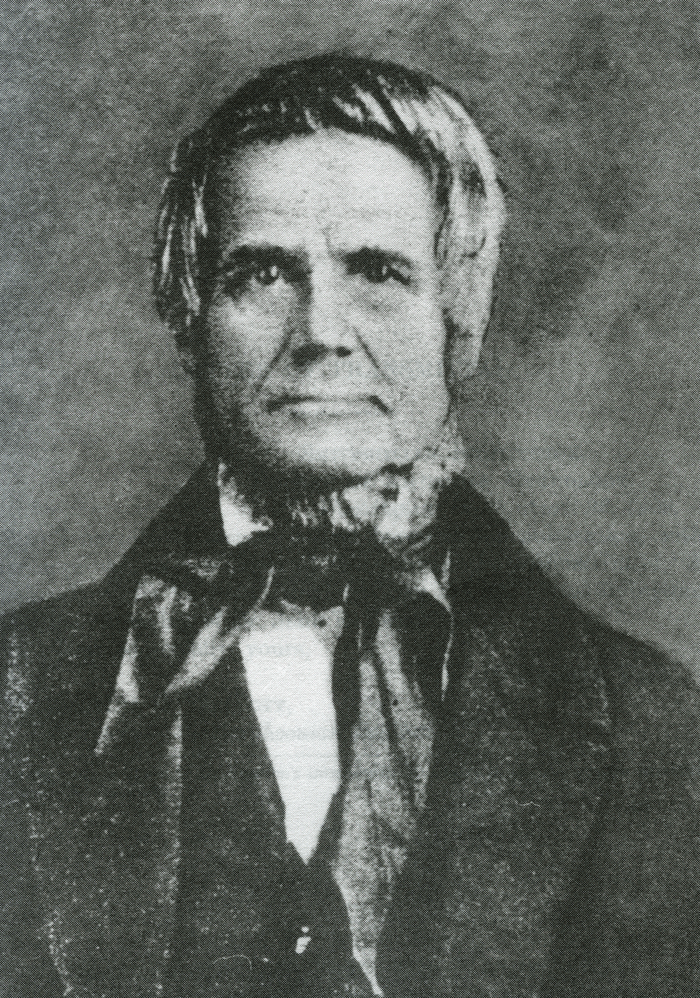
Rev. Cyrus Byington treballà vora mig segle traduint la Bíblia al choctaw. Va romandre amb els choctaws al Mississipi abans de la deportació i els va seguir an nou Territori Indi (Oklahoma) després del seu 'trasllat'.

Moltes de les publicacions dels lingüistes sobre la llengua choctaw utilitzen una lleugera variant de l'ortografia "moderna" que apareix aquí, on les vocals llargues s'escriuen com a duplicades. En la versió "lingüística", l'accent agut indica la posició de l'accent de to, més que la longitud de la vocal. La discussió de la gramàtica choctaw següent utilitza la variant lingüística de l'ortografia.

## Dialectes
Hi ha tres dialectes del choctaw:
1. Choctaw "natiu" de la Nació Choctaw al sud-est d'Oklahoma
2. Choctaw del Mississipi a Oklahoma en la Nació Chickasaw del centre-sud d'Oklahoma (vora Durwood)
3. Choctaw del Banda Mississipi d'indis choctaw vora Philadelphia (Mississipi)

Altres parlants viuen vora Tallahassee, Florida, i amb els koasatis a Louisiana, i també uns pocs parlants viuen a Texas i Califòrnia.

## Fonologia

### Consonants
|            | Labial | Alveolar | Alveolar | Palatal | Velar | Glotal |
| Central    | Labial | Lateral  |          | Palatal | Velar | Glotal |
| ---------- | ------ | -------- | -------- | ------- | ----- | ------ |
| Nasal      | m      | n        |          |         |       |        |
| Oclusiva1  | p b    | t        |          |         | k     | ʔ2     |
| Africada   |        |          |          | tʃ      |       |        |
| Fricativa  | f      | s3       | ɬ        | ʃ3      |       | h      |
| Aproximant |        |          | l        | j       | w     |        |

### Vocals
|                       | Curta1 | Llarga | Nasal2 |
| --------------------- | ------ | ------ | ------ |
| Frontal tancada       | i      | iː     | ĩː     |
| Semitancada posterior | o      | oː     | õː     |
| Tancada central       | a      | aː     | ãː     |

1. ^  En síl·labes tancades, [ɪ], [ʊ], i [ə] esdevé com a variant al·lòfona d'/i/, /o/, i /a/. L'ortografia tradicional distingeix les al·lòfones laxes de les vocals tenses però no distingeix.
2. ^  Les nasals no es distingeixen per la duració com les vocals orals. Tanmateix les vocals nasal són fonèticament llargues, suggerint un fonema subjacent /N/.

## Gramàtica
Els verbs tenen una conjugació complexa, que inclou fins a tres prefixos i cinc sufixos. Els primers indiquen persona, marca de frase negativa o afirmativa i aspectes relacionats amb la concordança. Els sufixos indiquen valència, temps, mode i modalitat oracional. L'aspecte es marca en determinats paradigmes verbals mitjançant infixos.
Els substantius poden presentar flexió segons cas, posseïdor i classe semàntica. Aquesta variabilitat acostuma a expressar-se mitjançant sufixos.